# Bettenhausen (Dornhan)
Bettenhausen ist ein Teilort der Stadt Dornhan im Landkreis Rottweil in Baden-Württemberg. Das Dorf Bettenhausen war bis ins Jahr 1972 selbständige Gemeinde im Altkreis Horb.

## Geographische Lage

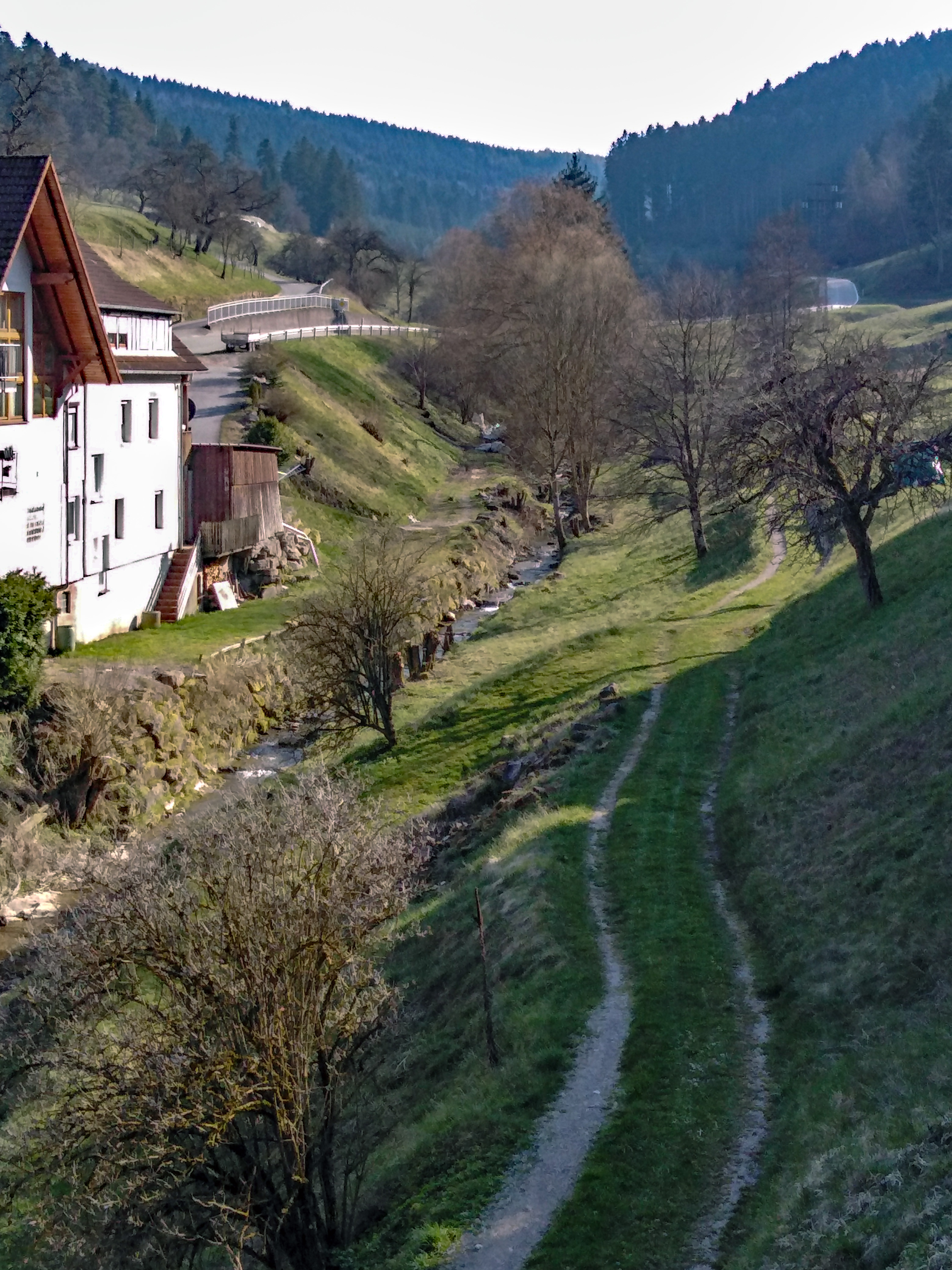
Zitzmannsbrunnenbach, Bettenhausen

Bettenhausen liegt nördlich der Muschelkalkhochfläche der Dornhaner Platte im Tal der Glatt zwischen den Dörfern Leinstetten ober- und Hopfau unterhalb. Der durch den Muschelkalk bis in den Buntsandstein tief eingeschnittene Neckar-Zufluss nimmt dort aus dem Südwesten den Zitzmannsbrunnenbach auf und wechselt nach lange südlichem auf östlichen Unterlauf. Naturräumlich gesehen liegt Bettenhausen im Unterraum „Gäuplatten über der Glatt“ der Oberen Gäue.
Das Dorf weit im Norden des Landkreises liegt knapp vier Kilometer nordöstlich von Dornhans an der Talmündung des erwähnten Nebenbaches und etwa 24 Kilometer nordnordwestlich der Kreisstadt Rottweil (jeweils in Luftlinie).

## Geschichte
Der Ort selbst wird erstmals um 1156/60 in den Traditiones Hirsaugiensis als Betinhusen erwähnt. Spätere Beziehungen zum Kloster Hirsau sind jedoch nicht nachweisbar. Auch der frühe Nachweis der Kirche in der Kirchweihnachricht von 1098 aus dem Sepulchrum, der kleinen Reliquiengruft des Altartisches in Bettenhausen, macht es wahrscheinlich, dass Bettenhausen bereits zu dieser Zeit besiedelt war. Das Reliquienkästchen befindet sich heute im Diözesanmuseum Rottenburg. Dem Anlageteil der Stuttgarter Handschrift des Reichenbacher Schenkungsbuches (1143–1152) ist zu entnehmen, der Geistliche Hermann von Bettenhausen habe versprochen, dem Kloster fünf Tübinger Schillinge zu geben. Der Ortsadel ist wenig greifbar. Mit Ritter Johann de Betenhusen ist er zu Beginn des 13. Jahrhunderts ersterwähnt. Herr Johann Ritter von Bettenhausen hatte Werner von Rexingen Güter verliehen, aus denen dieser dem Kloster Reichenbach einen Ewigzins von 18 Pfennigen zuwandte, außerdem zahlte er Ritter Johann eine Ablöse von 4 Pfund und machte damit sich, seine Ehefrau und seine Nachkommen frei. Schließlich überergab er sich dem Kloster zu Zensualenrecht. Nach der Nennung des Hugo miles de Betenhusen 1246 ist über den Ortsadel nichts mehr erfahrbar. Er bezeugt hier lediglich einen Güterverkauf des Hugo von Wehrstein an das Kloster Kirchberg. Die herrschaftlichen Rechte waren stets Allod. Erste belegbare Inhaber waren die Herren von Lichtenfels. Im 15. Jahrhundert veräußerten sie ihre Rechte schrittweise an die Herren von Neuneck. Zwischen 1492 und 1538 erwarb Marx von Bubenhofen das Patrimonialrecht. 1525 beteiligten sich einige Ortsbewohner an der Belagerung und Eroberung benachbarter Burgen.
Kirchlich war Leinstetten bis 1538 Filialort von Bettenhausen. Danach ließ Marx von Bubenhofen als Patronatsherr die Pfarrei nach Leinstetten transferieren.
1540 war ein gemeinsames Gericht für Bettenhausen und Leinstetten zuständig. 1691–1693 war Bettenhausen an das Spital Leinstetten verpfändet, 1782/83 wurde es an den Straßburger Freiherrn von Frank verkauft, 1790/91 an den Grafen von Sponeck.
1805/1806 kam es an das Oberamt Sulz, 1808–1810 vorübergehend an das Oberamt Alpirsbach, dann erneut an das Oberamt Sulz.
Anfänge kommunaler Selbstverwaltung sind durch das vermutlich 1630 verfasste und 1648 bestätigte Vogtbuch sichtbar. 1729 erhielt die Gemeinde eine von der Herrschaft zu bestätigende Dorf- oder Fleckenordnung, die 1754 erneuert wurde.
Trotz überwiegender Landwirtschaft gab es an Dorfhandwerk 1739 jeweils einen Wagner, Bäcker, Kübler und Schuhmacher sowie je drei Flößer und Weber, 1748 gab es zwei Schildwirtschaften. Erstmals war 1606 eine Wirtschaft mit Herberge nachweisbar gewesen.
Seit 1834 gewährleistete ein Pumpwerk im Bettenhauser Tal die Wasserversorgung der Stadt Dornhan. Seit 1923 existiert in Bettenhausen ein Wasserkraftwerk mit Stausee im Heimbachtal und einem Ausgleichssee im Glatttal. Bettenhausen schloss sich wie Leinstetten erst 1989 der 1905 gegründeten Heimbachwasserversorgungsgruppe an.
1873 wurde die Straße von Dornhan nach Bettenhausen gebaut. 1899 wurde der Industriebetrieb Julius Rahm und Söhne Maschinen- und Mühlenbau in Bettenhausen gegründet.
Durch Eingemeindung kam Bettenhausen am 1. März 1972 an die Stadt Dornhan, die, zuvor Teil des aufgelösten Landkreises Horb, bei der Kreisreform 1973 am 1. Januar 1973 Teil des im Bestand veränderten Landkreises Rottweil wurde.
Bettenhausen wurde 1973 Mitglied des Fremdenverkehrsverbandes Unteres Glatttal. Er eröffnete 1973 das Glatttal-Freibad an der Markungsgrenze Bettenhausen-Hopfau.

## Politik
Die Kommunalwahl am 26. Mai 2019 brachte im Stadtteil Bettenhausen folgendes Ergebnis:
| Partei / Liste    | Stimmenanteil |
| Wählervereinigung | 74,5 %        |
| Bürgerliste       | 25,5 %        |

Ortsvorsteher
Ortsvorsteher der gemeinsamen Ortschaftsverwaltung Leinstetten/Bettenhausen ist Georg Bronner.
Ehemalige Bürgermeister von Bettenhausen bis zur Eingemeindung 1972
- 1810–1823: Karl Ott
- 1824–1840: Fehr
- 1842–1869: Xaver Trick
- 1869–1870: Andreas Glück
- 1870–1877: Conrad Rapp
- 1878–1879: Wilhelm Schäfer
- 1879–1918: Joseph Günthner
- 1918–1919: Joseph Günthner (Schultheiß a. D. als Schultheißenamtsverweser)
- 1920–1934: Josef Rahm
- 1934–1940: Andreas Dölker
- 1940–1945: Johannes Bronner (stellv. Bürgermeister)
- 1845: Julius Rahm
- 1945–1966: Franz Ott
- 1966–1972: Friedrich Peter (zugleich Bürgermeister in Leinstetten)

Zum 1. März 1972 erfolgte die Eingemeindung und damit Verbunden die Auflösung des Bürgermeisteramts Bettenhausen.

### Ortsvorsteher ab 1. März 1972 der Ortschaft Bettenhausen/Leinstetten
- 1972–1974: Friedrich Peter
- 1975–1989: Josef Bronner
- 1989–2009: Peter Saile
- 2009–2019: Sigrid Kümmich
- 2009–2023 Peter Saile (bereits von 1989–2009 Ortsvorsteher)
- seit 2024 Georg Bronner

### Wappen
| Wappen von Bettenhausen | Blasonierung: „In Rot ein auf einem durchgehenden belaubten silbernen (weißen) Zweig sitzender silberner (weißer) Waldkauz“               |
| Wappen von Bettenhausen | Bis zur Eingemeindung 1972 führte Bettenhausen ein eigenes Wappen. Das Wappen folgt einem Entwurf des Kunstmalers Paul Kälberer aus Glatt |

## Kultur und Sehenswürdigkeiten

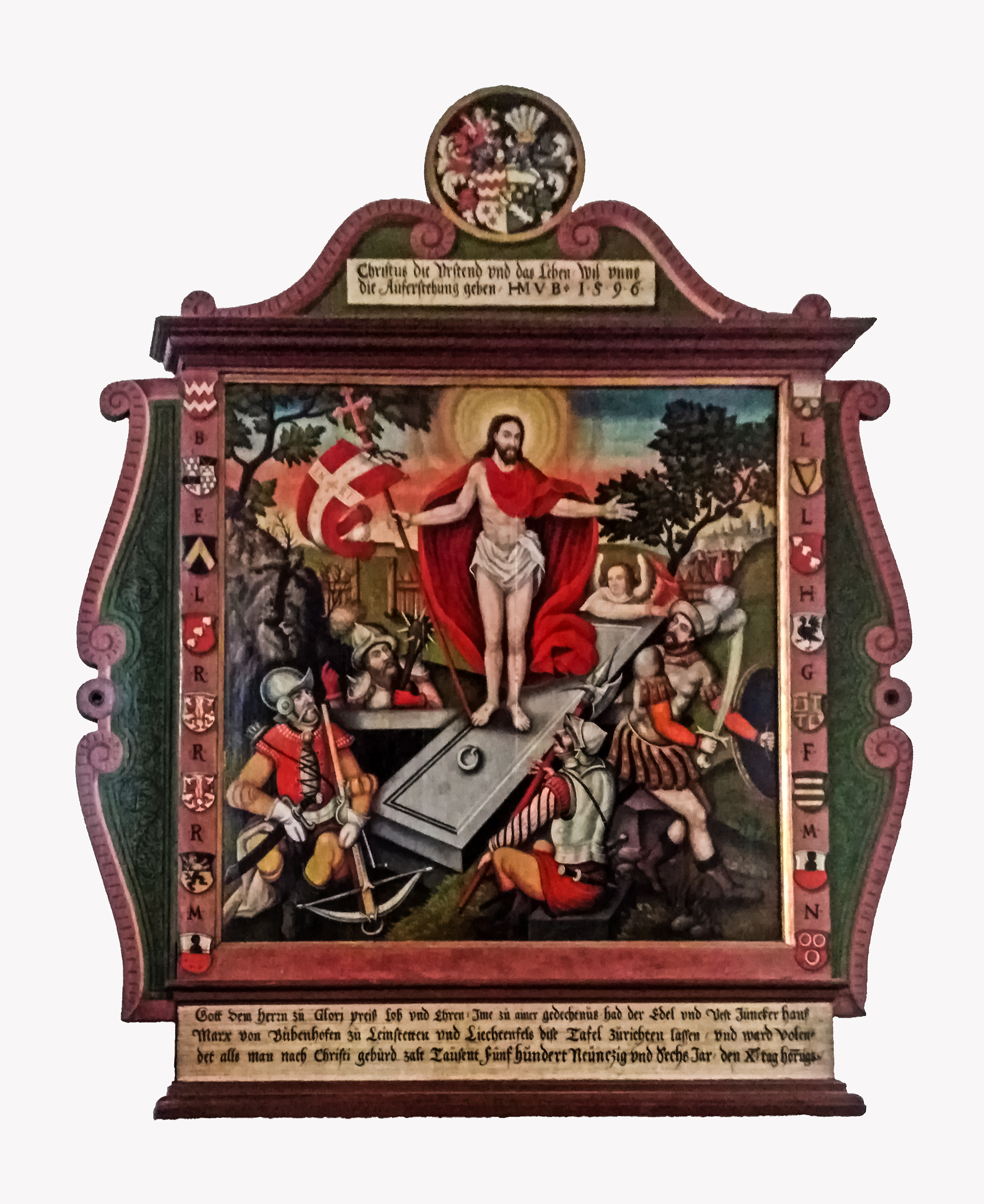
Bettenhausener Auferstehung – St. Konrad (16. Jh.)

- Kirche St. Konrad mit einem Auferstehungsbild, gestiftet 1596 (mit Wappen des Stifters Hans Marx von Bubenhofen und seiner Gemahlin Katharina von Freyberg einschließlich deren Vorfahren bis zu den Urgroßeltern).
- Wasserkraftwerk Bettenhausen
- Historisches Wasserhäusle im Zitzmannsbrunnental[10]

## Wirtschaft und Infrastruktur

### Verkehr
Bettenhausen ist durch die L 409 mit den beiden Nachbardörfern Leinstetten und Hopfau verbunden. Es ist mit der im Nebental des Zitzmannsbrunnenbach verlaufenden L 410 direkt an Dornhan angeschlossen. Die L 409 führt ostwärts zum nächsten Bahnhof in Sulz am Neckar an der Bahnstrecke Plochingen–Immendingen und zum nächsten Autobahnanschluss an der A 81 bei dieser Stadt.
Der Ort liegt im Gebiet des Verkehrsverbunds Schwarzwald-Baar-Heuberg (move). Regelmäßige Busverbindungen bestehen nach Dornhan und Sulz am Neckar.

### Öffentliche Einrichtungen
Bettenhausen hat ein von Mai bis September geöffnetes Freibad.